# 布哈拉共产党
布哈拉共产党是中亚布哈拉地区历史上的一个共产主义政党。该党成立于1918年。1920年夏天，该党派遣一名协商代表参加了共产国际第二次代表大会。同年，该党在突厥斯坦共产党和米哈伊尔·伏龙芝率领的红军的帮助下，在布哈拉发动武装起义，并在一个月内掌控了布哈拉全境，先后组建了全布哈拉革命委员会和布哈拉人民苏维埃共和国。1922年2月1日，该党成为俄国共产党（布尔什维克）的一个分支。1924年，苏维埃中亚地区行政区划调整时，该党解散，其组织分别并入了乌兹别克共产党和土库曼共产党。